# Morne-à-l'Eau
Morne-à-l'Eau is een gemeente in Guadeloupe op het eiland Grande-Terre, en telde 16.495 inwoners in 2019. De oppervlakte bedraagt 64,50 km². Het ligt ongeveer 13 km ten noordoosten van Pointe-à-Pitre.

## Overzicht
Morne-à-l'Eau had in het verleden vele andere namen gehad zoals Grippon en Vieux-Bourg, maar is uiteindelijk vernoemd naar een rivier waar door de vrijgemaakte slaven handel dreven. In de 19e eeuw werd het Canal des Rotours gegraven door de mangrovebossen naar de baai Grand Cul-de-Sac Marin. Het kanaal maakte de aanleg van suikerrietplantages in het gebied mogelijk.

## Galerij

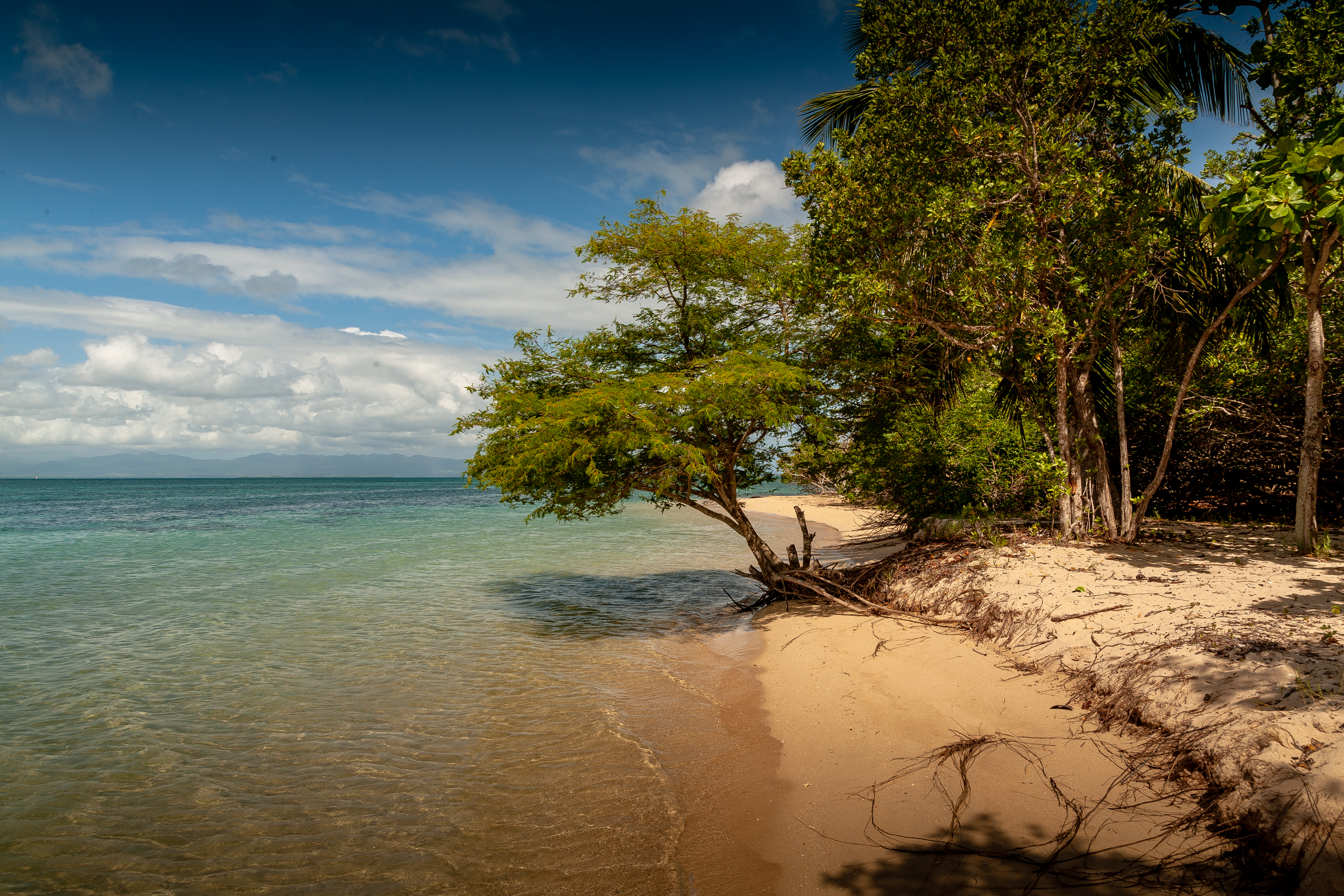
Point Sable
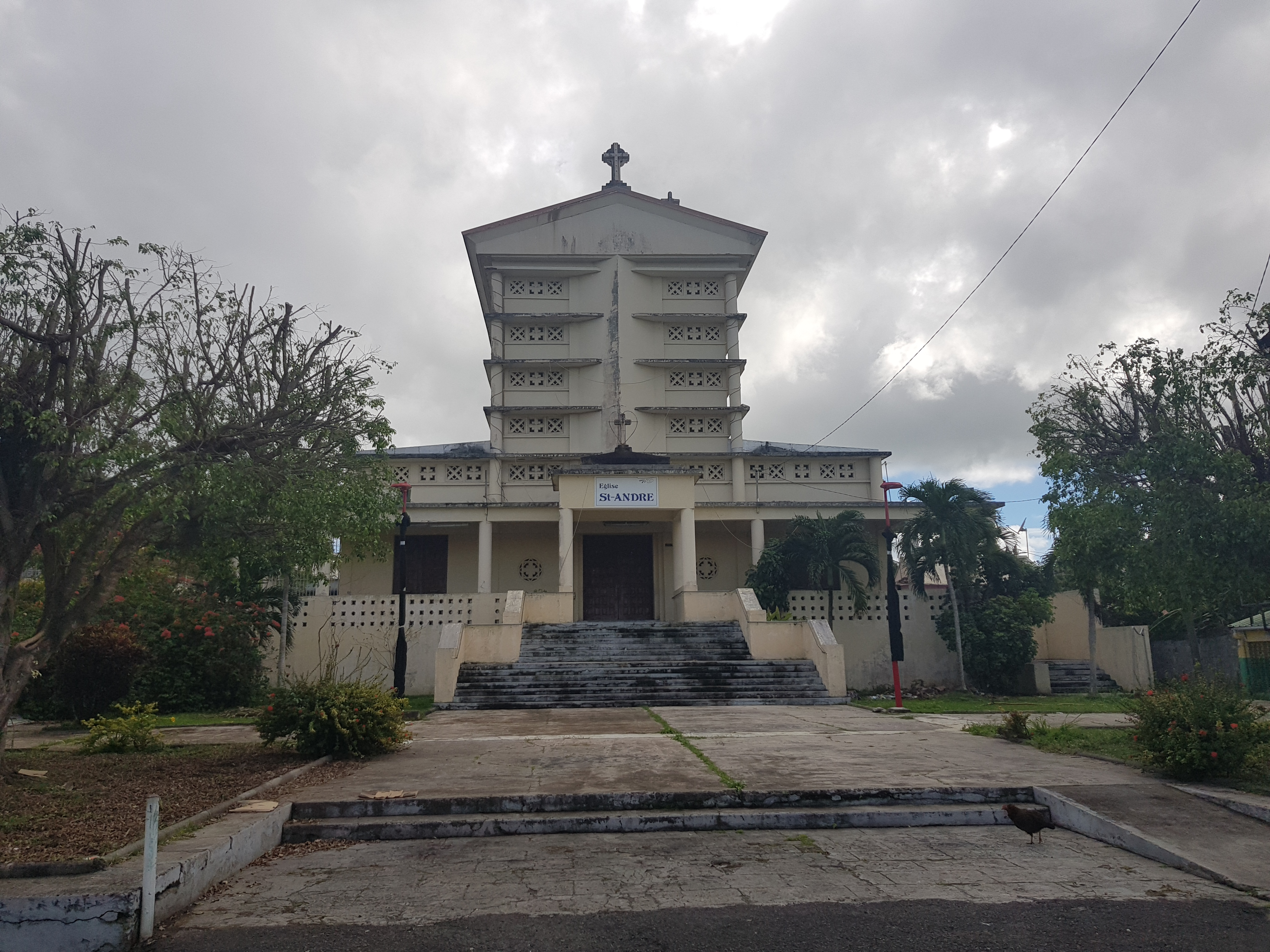
Saint-André-kerk
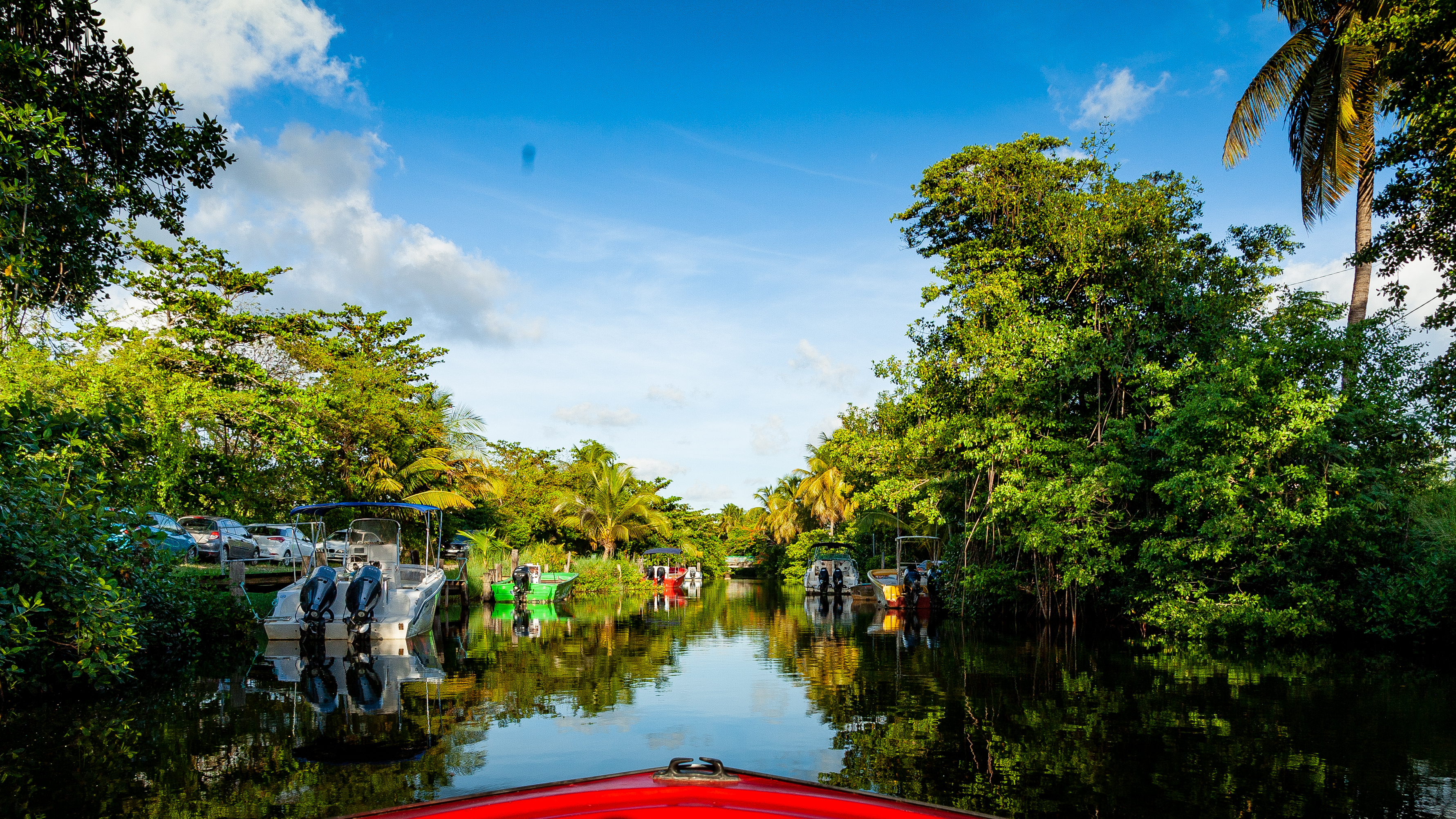
Canal des Rotours

- Bibliothèque nationale de France: cb131201353 (data)
- Library of Congress Control Number: n85044084
- MusicBrainz: 272a31fd-87ec-4a65-96fd-c1a8c8f032e1
- Nationale Bibliotheek van Israël: 987007564626505171
- Système universitaire de documentation: 027911837
- Virtual International Authority File: 130967220
- WorldCat: E39PBJqk7K6PbqY8qPxBxkbyBP

Les Abymes · Anse-Bertrand · Baie-Mahault · Baillif · Basse-Terre · Bouillante · Capesterre-Belle-Eau · Capesterre-de-Marie-Galante · Deshaies · La Désirade · Le Gosier · Gourbeyre · Goyave · Grand-Bourg · Lamentin · Morne-à-l'Eau · Le Moule · Petit-Bourg · Petit-Canal · Pointe-à-Pitre · Pointe-Noire · Port-Louis · Saint-Claude · Sainte-Anne · Sainte-Rose · Saint-François · Saint-Louis · Terre-de-Bas · Terre-de-Haut · Trois-Rivières · Vieux-Fort · Vieux-Habitants